# Lasiopalpus flavitarsis
Lasiopalpus flavitarsis är en tvåvingeart som beskrevs av Macquart 1847. Lasiopalpus flavitarsis ingår i släktet Lasiopalpus och familjen parasitflugor. Inga underarter finns listade i Catalogue of Life.